# Le Marchand d'images
Pour plus de détails, voir Fiche technique et Distribution.
Le Marchand d'images est un court métrage muet français réalisé par Henri Andréani, sorti en 1910.

## Fiche technique
- Réalisation et scénario : Henri Andréani
- Société de production : Série d'Art Pathé Frères
- Société de distribution : Pathé Frères
- Pays : France
- Format : Muet - Noir et blanc - 1,33:1 - 35 mm
- Métrage : 245 m
- Date de sortie : 
  -  France - 1910

## Distribution
- René Alexandre
- Berthe Bovy
- la petite Lily